# 野村不動産マスターファンド投資法人
野村不動産マスターファンド投資法人（のむらふどうさんマスターファンドとうしほうじん、略称：NMF）は、東京都新宿区に本部を置く投資法人。東証上場（J-REIT）。

## 概要
野村不動産グループがスポンサーの上場リート（J-REIT）であり、資産運用会社は野村不動産投資顧問株式会社（野村不動産ホールディングス100%出資）。2015年、野村不動産グループの上場リート3社が合併し、総合型リートとして誕生した。総資産は1兆円を超える大型のリートである。ブランドロゴに鹿「THE DEER」を用いている。

## 沿革
- 2015年（平成27年）10月1日 - 「野村不動産オフィスファンド投資法人」（2003年設立）、「野村不動産レジデンシャル投資法人」（2006年設立）及び「（旧）野村不動産マスターファンド投資法人」（2013年設立）の3社の新設合併による本投資法人の成立。
- 2015年（平成27年）10月2日 - 東証に上場。
- 2016年（平成28年）9月1日 - 「トップリート投資法人」（2005年設立）を吸収合併。

## ポートフォリオ
保有物件数は288物件（オフィス63物件、商業施設51物件、物流施設25物件、居住用施設141物件、宿泊施設7物件、その他1物件）、取得価格合計は1,101,925百万円である（2025年4月17日時点）。
主な保有物件
- 日本電気本社ビル - 2006年取得、トップリート
- 新宿野村ビル - 2003年取得、野村不動産オフィスファンド
- 麹町ミレニアムガーデン - 2014年取得、野村不動産オフィスファンド）
- 野村不動産天王洲ビル（旧「JALビルディング） - 2005年取得、野村不動産オフィスファンド
- オムロン京都センタービル - 2007年取得、野村不動産オフィスファンド
- SORA新大阪21 - 2008年取得、野村不動産オフィスファンド
- 晴海アイランドトリトンスクエアオフィスタワーZ - 2008年取得、トップリート
- ユニバーサル・シティウォーク大阪 - 2014年取得、旧野村不動産マスターファンド
- 中座くいだおれビル - 2017年取得

## 前身の投資法人

### 野村不動産オフィスファンド投資法人
野村不動産オフィスファンド投資法人は、2003年（平成15年）8月7日に設立され、同年12月4日に東証REIT市場に上場した。資産運用会社は野村不動産投信株式会社。投資対象はオフィス。2015年（平成27年）10月1日に（新）野村不動産マスターファンド投資法人に新設合併され、消滅。

### 野村不動産レジデンシャル投資法人
野村不動産レジデンシャル投資法人は、2007年（平成19年）2月14日に東証REIT市場に上場した。資産運用会社は野村不動産投信株式会社。投資対象は居住用施設。2015年（平成27年）10月1日に（新）野村不動産マスターファンド投資法人に新設合併され、消滅。

### （旧）野村不動産マスターファンド投資法人
（旧）野村不動産マスターファンド投資法人は、2013年（平成25年）6月12日に東証REIT市場に上場した。投資対象は物流施設及び商業施設。資産運用会社は野村不動産投資顧問株式会社。2015年（平成27年）10月1日に（新）野村不動産マスターファンド投資法人に新設合併され、消滅。

### トップリート投資法人
トップリート投資法人は、オフィスビル、商業施設及び住宅に主に投資する総合型REITとして2006年3月1日に上場した。スポンサーは住友信託銀行、新日鉄都市開発及び王子不動産で、資産運用会社は「トップリート・アセットマネジメント株式会社」であった。
新日鉄都市開発が2012年9月28日にスポンサーから脱退した（新日鉄都市開発は翌日2012年10月1日にジャパンエクセレント投資法人のスポンサーである興和不動産と合併し新日鉄興和不動産となった）。
2016年8月29日に上場廃止、2016年9月1日に野村不動産マスターファンド投資法人に吸収合併され消滅した。